# Léonard Steyaert
Léonard Emiel Steyaert (Anversa, 11 marzo 1910 – ...) è stato un pugile belga.

## Palmarès

### Olimpiadi
- 1 medaglia:
  - 1 bronzo (Amsterdam 1928 nei pesi medi)